# Видин
Видин (буг. Видин) град је на крајњем северозападу Бугарске и главни град истоимене области. Град се налази на јужној обали реке Дунав и важан је гранични прелаз према Румунији (Мост Видин-Калафат), a недалеко од града се налази и граница са Србијом.
У граду постоји индустрија ауто-гума.

## Географија
Град Видин се налази у крајњем северозападном делу Бугарске. Од престонице Софије град је удаљен око 200 km северно. Град је погранично место ка Румунији (граница је река Дунав), а граница са Србијом се налази 22 километра западно.
Област Видина налази се у Југозападном ободу Влашке низије. Град се развио на окуци Дунава, у равничарском крају. Надморска висина града је око 40 m.
Клима у граду је континентална, типична за област Влашке низије.

## Историја
Град Видин је настао као келтско насеље Дунонија, а потом су Римљани на истом месту саградили и утврдили град Bononia. Град је био важно средиште римске провинције Мезија, која је обухватала подручје данашње северозападне Бугарске и источне Србије. Римска власт је трајала до године 46.
Када су се Словени населили у овој области, назвали су град Бадин или Бдин, одакле потиче савремено име.
Главни историјски споменик у Видину, тврђава Баба Вида, је изграђена у периоду од 10. века до 14. века.
Од 1356. до 1365. године, Видин је био средиште града-државе Видинског царства. Град су окупирали мађарски крсташи, али је њихова власт била краткотрајна.
Цела Бугарска је до 1393. године пала под турску власт, изузев Видина. Видин је коначно пао под власт султана Бајазита I нешто после пораза антитурске коалиције код Никопоља 1396. године.
Аустријанци су током аустријско-турског рата, предвођени Војводом Баденским освојили Видин, 14. октобра 1689. године.
У граду су, осим тврђаве, историјски споменици: цркве из 17. века - Св. Пантелејмона, Св. Петке и Св. великомученика Димитрија (друга по величини црква у Бугарској), затим јеврејска синагога (из 1894), џамија и други споменици из времена турске владавине.
По академику Стојану Новаковићу, Видин је са градовима (који са сада у Бугарској) Трн(ово), Ћустендил, Радомир, Брезник и Цариброд спадао у "српска места". У свом чланку "Град Вишеслав и Видинска област" (1883) он пише: "у видинској-српској области владао је видински кнез Шишман". Српски краљ Милутин је у своје време, 1292. и 1296. године освајао утврђени град Видин, из руку бугарског кнеза Шишмана. Рођен је у Видину, у првој половини 14. века Рајко, потоњи "Ромил Синаит Раванички" српски светац, чије мошти почивају у манастиру Раваници. Када је српски кнез Лазар 1389. године спремао војску за косовски бој, послао је петнаест писама позива "главним јунацима", од којих је једно ишло "У Видин, старцу Владиславу". Јован Страцимир је освојио Видин 1397-1398. године. Мошти православне светитељке Св. Петке су после пада бугарске престонице Трнова, пренете у Видин, одакле их је убрзо књегиња Милица измолила од зета султана Бајазита, и пренела у Београд. После обнове српске Пећке патријаршије (у време Мехмед паше Соколовића) Видин са околином је још двеста година био као гранична епархијска област под њеном јурисдикцијом. Сима Милутиновић Сарајлија књижевник, за време боравка у Видину 1816. године написао је једно своје дело, које је касније посветио српској сликарки Катарини Ивановић. Видин је био важно турско стратешко место са утврђењем, ту се добро трговало на Дунаву, где је било пристаниште. Ту је пролазио важан трговачки друм, а касније и жељезница. Видин је био и важно уточиште избеглицама и емигрантима из Србије. Ту су уточиште налазили богати Турци за време српских устанака, а потом многих српски политичари од Вучић-Перишића, Симића, Гарашанина до Николе Пашића.
Крајем 18. века у Видину је нашао уточиште Осман Пазван-оглу турски одметник са протераним јаничарима. Он се ту супротстављао турској власти преузевши град Видин 1793. године. Јањичари су терорисали место и околину до његове смрти - убијен је у борби са српским устаницима 1807. године. Од тада је у Видину успостављена регуларна турска царска власт. У Видину је било седиште видинских митрополита (1739-1834), који су обично били Грци, док је верујући православни народ био измешан - српски, бугарски и цинцарски. Пазван-оглу је нарочито малтретирао и убијао православне митрополите. Територија Видинске митрополије се простирале до 1834. године и преко Тимока, у пределима који су припадали Кнежевини Србији.
Због стратешки важног положаја на граници и на Дунаву, а налазећи се на путу много пута се овде ратовало. Ту су се Турци грчевито држали вековима, угрожавајући новонастале државе. Велике ратне операције биле су тако 1853. године током рата Русије и Турске, чију је војску водио Омер - паша Латас. Ту су средином 19. века конзуле држале царевине Аустрија и Русија.
Због тешког положаја под Турцима и Грцима (владика), становништво из Видина и околине се 1861. године масовно исељава на територију Русије. Стигло је тада у "Нову Русију" огроман слабо насељен простор 34.000 душа, за које се каже да су највише Бугари. По попису објављеном 1894. године у граду је живело 14.551 становника.

## Срби у Видину
Када је Србија почела да припрема ослобођење крајева насељених Србима и проширење својих граница, кренула је са широком пропагандом и у западној Бугарској (тада Турској) у тамошњем народу. Донет је 1849. године Устав за политичку пропаганду, по којем је током 1850. године створена организација у свакој покрајини, на челу са "начелником". У Видину и околини српске интересе је заступао агент, извесни Хрисант. Мада је смењен због слабог рада, он је успео да постави за "начелника" раковачког архимандрита Јосифа Јоакимовића, који је наставио деловање у народу тог предела.
У Видину је као делу српског народног простора средином 19. века живело много Срба, који су судбину делили са блиским им Цинцарима (или називаним Грцима). Нарочито у време Сан-Стефанског мира, од бројних Срба из Видина, Трна, Брезника, Ћустендила, Дупнице и других места слате су политичарима, бројне документоване петиције. Упућиване су тако Русу, грофу Игњатијеву, српском Кнезу Милану, пруском канцелару Бизмарку, а у којима су: преклињали да се сједине са мајком Србијом, не желећи никако да буду предати туђинцима, са којима их не везује ни прошлост, ни језик. У нову југословенску државу су поред осталих требало да уђу, по окончању Првог светског рата, и "Видинска и Средачка област" данашње западне Бугарске. Рус, професор Мајков је изнео 1878. године своје виђење српско-бугарске границе. Он се по њему природно-историјски-национално протезала од Видина, преко Софије до Сера, који би требало да су у српској држави.
Постојале су две православне цркве у Видину, почетком 19. века: Св. Петке и Св. Пантелејмона. Касније, 1872. године јавља се и храм Св. Димитрија. У другој половини 18. века у Видину се формира преписивачки центар где су настајале руком писане српско-словенске, црквено-словенске и грчке књиге. Помиње се 1775. године у једној књизи њен аутор, као преписивач у Видину поп Теодор родом из Враца.
У родослову архимандрита Јована Рајића, првог српског великог историчара из 18. века, стоји да је: "Отац мој Раја родисја у Видин 1699. године". Рајић се родио у "Дому Радослава Јанковића иначе Раје Видинца". По очевом надимку се Јован доцније прозвао "Рајић".
Много је помена видинских Срба ван Видина. Видински Србин, Недељко Петровић је 1748. године стигао у Будим да учи сабовски занат, код тамошњег мајстора.
Православци видински су помагали светогорске манастире, и то судећи по забелешкама издашнији су према Хиландару (српској светињи у којој је било и Бугара) него према званично бугарском манастиру Зографу. То сведочи о српству православаца, који на делу сведоче - деле припадност са манастиром Св. Саве. Са друге стране и манастир Зограф више помажу Срби из свих крајева, него потенцијални Бугари. Године 1779. три становника Видина (и два из Копрившнице) су трудом и трошком помогли обнављање монашких ћелија у Хиландару. Исте године Хаџи Симеон Фотић из Видина је поклонио манастиру Хиландару четири сребрна свећњака наручена у Бечу. На Хиландарској чесми на улазу је натпис из 1780. године, по којем се види да ју је направио Хаџи кир Тома из Видина.
Књигу Вука Караџића "Писменица српског народа" набавили су 1814. године Срби трговци Видински: браћа Милановићи и Петар Вулко - по три примерка; укупно шест. Вуков српски речник тумачен немачким и латинским речима, купили су 1818. године браћа Милановићи из Видина. Словенску граматику објављену у Будиму, набавио је у Београду 1832. године, Тома Хаџи Цановић купац и житељ видински. Књигу београдску је тако купио и претплату за њу 1836. године скупио (од шест читалаца) исти, Тома Хаџи Цановић видински трговац. У друштву са њим су Пантелејмон Стефан Панић учитељ и пет тамошњих трговаца: Недељковић, Нинчић, Еремић, Хаџи Анђеловић и Ставра Е. Шишмановић. Међутим, бугарски утицај све више расте међу Србима староседеоцима, а што се видело из списка купаца бугарске књиге (преведене са руског), штампане у Пешти 1836. године. У претплатничком пункту у оближњем граду Крајови, међу 22 имена претплатника, половина их носи српско презиме, попут Видинаца: Малића, браће Љубића, Теодоровића, Становића, Богдановића, Јосифовића...Лекар окружни и градски у Крајови Петар Ћеровић је пише "сега" (сада) - доктор Ћеран. Али, српска књига са западне стране је још тражена и пристиже по неки наслов годишње. Следеће 1837. године исти Хаџи Тома или Томићије Цановић је сам прибавио још три књиге, и захваљујући њему Видин је постао редовни претплатнички пункт за књиге из "Србије". Тада је отишло у Видин укупно 34 егземплара те књиге. У Сарајлијиној књизи се са правом записао јер то и јесте био особити љубитељ Сербског књижества.
Српски писац Герасим Георгијевић (1779-1839) родом из Видина, јавља се у књижевности од 1838. године. Он је одрастао и живео у Кнежевини Србији. У младости се замонашио у манастиру Студеници, где је 1800. године рукоположен за јеромонаха. Био је активан у оба српска устанка. Извесно време је игуман Благовештења, па епископ Шабачки.
Сима Милутиновић Сарајлија је 1816. године тражећи избегле родитеље дошао у Видин. Ту је био ухапшен због контаката са члановима грчке завереничке Хетерије. После ослобађања радио је као чувар бостана и баштован, а када су видели да је писмен, узели су га Видинци, за учитеља, где је био до 1818. године. Међу скупљачима претплате српских књига јавља се тих година и Петраки Е. Шишмановић. Он је тако 1839. године узео новац од угледних становника те вароши: Дионисија "од Казана" архиђакона видинског митрополита, Цене Божановића "баш-кнеза" видинског (за сина Данила) и Мавра Луковића "чжамбазбаше" видинског (за сина Петра). Константин Огњановић (1798-1858), Србин Панчевац је био извесно време учитељ у Видину. Павловићев "Српски народни лист" имао је (1839) једног свог претплатника у Видину.
Јован Д. Бимбић се јавља у Видину 1844. године као учитељ српског и грчког језика. Он је скупљач претплате за бројну читалачку публику: Марко Радосављевић капетан "Вапора Надора", Раде Радивојевић, Георгије Нешић Пазарац велико-купец видински, затим цехови - бојаџијски (5), бакалски (2), ћурчијски (5), меанџијски (5), папуџијски (2), златодејски (кујунџијски - 2), калакџијски (1), лончарски (1), котларијски (1), па појединци Цаки Хаџи Ангелов велико-купац за себе и сина Крсту ученика видинске школе, Игњат Стојановић велико-купац видински за себе и сина Светозара ученика видинске школе, Николче Хаџи Анђеловић, Јован Станковић Ганзован, и "благородни" Јован Д. Бимбић учитељ српског и грчког језика, за "љубимог" сина Симеона. Набавили су том приликом 44 егземплара напредни Видинци.
Славни српски богаташ, трговац и бродовласник "Капетан Миша" - Миша Анастасијевић имао је ту своју сталну "камарашију". Радило се о трговачкој агенцији коју су чинили поуздани чиновници: пословођа, секретар, новчар (касир), две кантарџије и чувар.
Писменицу славјанску, Момчиловићеву књигу посвећену бугарској младежи, објавио је Београд 1847. године. Исту је набавио Петраки Шишмановић, трговац видински. Претплатио се у Београду, на српску књигу о Александру Македонском, 1851. године Спаса Божић "екмеџија" из Видина.
Шишманови и Томићије Хаџи Цановић је и 1853. године били су и остали највреднији на просветном пољу, радећи подизању школа у Видину и околини. Новосадски лист "Србски дневник" је известио да је неко од њих, неки трговац из Видина долазио 1852. године у Нови Сад, и тражио учитеља за тамошњу српску школу. Мада је тамо живот могао бити леп и удобан, под заштитом аустријског конзула, није било одазива међу Србима.
Српске теме су блиске Видинцима, а српске књиге вазда добродошле. Тако је књига која показује "како се Душан зацарио", имала доста претплатника у Видину. Претплатнике из тог града скупио је овај пут Станоје Цонић практичар ђумрукане (царинарнице) Радујевачке. Били су то следећи љубитељи књиге: Матеј Петровић, Матеос Петровић архиђакон (јерођакон), Јања Сакиларија парох, Цена Недељковић бакалин, Живко Тасић бакалин (родом из Параћина), Ставра Геновић терзија, Суботин Николајевић сакупитељ пореских глава, Барбул Петровић бакалин, Мика Живковић кујунџија, Лозан Влчовић бакалин, Гена Ниновић бакалин, Влча Лозановић бакалин, Петар Игњатовић терзија, Ставро Станковић терзија, Куна Цековић бојаџија, Марин Јоновић бојаџија, Драган Савовић бакалин, Атанасије Савовић бакалин, и велика група трговаца: Цанко Теодор Даниловић, Николча Ганчовић, Хаџи Димитрије Даниловић, Илија Хаџи Петровић, браћа Хаџи Ангеловићи, Стојанчо Ценовић Врагалија, Илија Хаџи Цановић, Ликивладес Задес, Санастакиј и браћа Ганчовићи и Јованча Јановић. Руски историјски ратни роман је имао још већу читалачку пажњу у Видину, тако да се 1857. године јављају два претплатничка пункта са укупно 52 егземплара купљена. У пункту који је окупио Јанко Теодоровић трговац били су: поп Јован Сикилари парох, Илија Хаџи Цановић, Севастаки Ганзовановић трговац, поп Ангел Александар, Николалај Хаџи Ангеловић трговац, Ставро Поповић трговац, Манојло Крстовић трговац, Николче Ранговић трговац, Влчо и Томо Лозановић, Мико бакал, Николчо Живковић трговац, Георгије Становић трговац, Младен Јанколов, Петар Игњатовић терзија, Александар Георгијевић, Јончо Димитријевић терзија, Теодор Димитријевић чоаџија, Ангел Кључовић, Јован Цековић, Јован Николајевић трговац, Николчо Ценовић, Стојко Петров терзија, Крсто Петровић чохаџија, Марин Ангеловић бакал, Анастас Јоновић бакал, Гено Ниновић бакал, Живко Пенковић бакал и Филип Петровић бакал. Други претплатнички круг оформио је Авергије Петровић ђакон и директор школе у Видину: Михалаки Павловић учитељ 2. разреда, Исаија Хиландарац јеромонах, Ценко Недељковић Тодор Јовановић бакал, Марин Флоровић трговац, Ставро Геновић трговац, Тодор Стефановић, Станкул Николовић трговац, Драган Савовић, Димитрије Томовић, Стојан Јовановић, Петар Давин (из Аустрије), Митар Пеловић, Николо Стојковић, Џоно Куклин, Милош Мавровић, Ванко Миковић и Христотељ Николовић. За Петровићеву књигу мудрих изрека 1858. године јавио се са претплатом из Видина, тамошњи "иконом" Јован Петковић "Нишлија", са 16 претплатника видинских Срба. Новосадски лист "Србски дневник" набављао је (1860-1863) претплатом Наум Савовић из Видина.
За време Источне кризе (1875-1878) Видин је у зони ратних дејстава и преврата. Српска војска је заузела Видин и ширу околину. Али Руси су били против да град постане српски по разграничењу. Прво је био предвиђен да буде одштета Румунима (за Бесарабију) а на крају Бугарима. Србија је по свом "Закону о уређењу заузетих земаља" и ту успоставила своју власт. Почетком 1878. године кнез Милан је одбијао да се по евакуацији Турака, град да Румунима, по цену сукоба; долазили су обзир само Руси. Бугари су смерали да од пограничне Софије направе нову престоницу и тако национално оснаже то подручје на штету српску. Рачунало се да ће онда и Видин морати бити њихов - постати бугарска јака погранична тачка. По Сан-Стефановском миру решено је да се видинска и белоградичка тврђава поруше, и цео предео Бугарској остави.
Видинац Симо Соколов који је учио Велику школу у Београду, учествовао је 1876. године у српско-турском рату, као командант одреда добровољаца. Он се дописивао са неким пријатељима Видинцима тада, само на српском језику. У Видину је живела сестра радикалског вође Николе Пашић, удата за тамошњег окружног начелника Ивановића. Ту је одсео 1883. године Пашић током политичког изгнанства из Србије.
Панчевац, проф. Стеван Радосављевић - "Бдин" (1854-1928), који је стекао високо образовање радио је до српско-бугарског рата 1885. године као професор у гимназији у Лом-Паланци и Видину. Узео је надимак "Бдин" јер је то стари назив Видина. Тада је био протеран са територије Бугарске, али касније позван да се врати, отишао је за професора исте реалке у Видину, где је провео још једну школску годину. Радосављевић се бавио новинарством и писањем, при чему су занимљиве две његове књиге. Једна описује његово бављење у Бугарској са насловом "У Видину за време борбе око Видина" (1885), а друга се више бави политиком "Историја бугаризма" (1890).
Видински угоститељ са адресом: "Градина Искра, Србин", Петар Панић објавио је оглас у новосадској" Застави" маја 1896. године. Тражио је за свој хотел "госпођичку капелу" тј. женски оркестар, састављен од три - четири девојке певачице, којима је нудио "фрај" квартир и "кост" (храну). Услов је био да знају певати српски, румунски и бугарски.
По државном попису Краљевине Бугарске 1900. године било је у Видинском срезу само 172 Србина.
Видин је био под опсадом српске војске, од 11. јула до 17. јула 1913, у другом балканском рату, пад града, који је био под евакуацијом, је спречило потписано примирје.
После Другог светског рата Бугарска се делимично затворила ка суседству, па су се погранични Видин и његово окружење нашли у тешком положају. Видинска област од тада губи становништво, а последњих деценија то је закачило и сам град Видин.

## Становништво
| 1934.  | 1946.  | 1956.  | 1965.  | 1975.  | 1985.  | 1992.  | 2001.  | 2011.  | 2021.  |
| ------ | ------ | ------ | ------ | ------ | ------ | ------ | ------ | ------ | ------ |
| 18.740 | 18.759 | 24.170 | 37.128 | 53.529 | 62.484 | 62.691 | 57.395 | 48.071 | 35.784 |

Према подацима пописа из 2021. године у Видину је живело 35.784 становника што је за 12.287 становника мање у односу на податке пописа из 2011. године када је град имао 48.071 становник. Већина становништва су Бугари, а постоје и мање заједнице Рома и Влаха. Већина становништва су православне вероисповести.
Видин спада у градове у Бугарској који су изгубили много становништва од пада комунизма. У последњих 10 година број становника у граду смањен је за 12,3 хиљада, односно за 1/4 некадашњег броја. У складу са претходним град има старо становништво које чини чак 30,75% укупног становништва.
| Етнички састав према попису из 2011.‍ | Етнички састав према попису из 2011.‍ | Етнички састав према попису из 2011.‍ | Етнички састав према попису из 2011.‍ | Етнички састав према попису из 2011.‍ |
| ------------------------------------ | ------------------------------------ | ------------------------------------ | ------------------------------------ | ------------------------------------ |
|                                      |                                      |                                      |                                      |                                      |
| Бугари                               | Бугари                               |                                      | 40.550                               | 84,35%                               |
| Роми                                 | Роми                                 |                                      | 3.335                                | 6,94%                                |
| Остали                               | Остали                               |                                      | 259                                  | 0,54%                                |
| Неопредељени                         | Неопредељени                         |                                      | 280                                  | 0,58%                                |
| Нису одговорили                      | Нису одговорили                      |                                      | 3.647                                | 7,59%                                |

## Партнерски градови
- Зајечар, Србија
- Ровно, Украјина
- Калафат, Румунија

## Галерија
- Тврђава Баба Вида
- Саборна црква св. Димитрија
- Градска уметничка галерија
- Видинска синагога после рестаурациjе